# مارك دودا
مارك دودا (بالإنجليزية: Mark Duda)‏ هو لاعب كرة قدم أمريكية أمريكي، ولد في 4 فبراير 1961 في Plymouth, Pennsylvania ‏ في الولايات المتحدة.

## وصلات خارجية
- مارك دودا على موقع مرجع كرة القدم المحترفة.كوم (الإنجليزية)